# ワルサーP22
ワルサーP22（Walther P22）は、ドイツの銃器メーカーであるカール・ワルサー（カール・ヴァルター : Carl Walther GmbH）社が開発した自動拳銃。使用弾薬は.22LR。装弾数10発。
外見はワルサーP99を75%に縮小したものとなっており、グリップのバックストラップを交換して、グリップを射手の手に合わせる機能も受け継がれている。撃発機構はオーソドックスなハンマーを用いたものに、安全装置はセフティレバーに変更されている。この他、排莢口のすぐ下に、鍵を差し込んで動作を凍結させるトリガーロック機構を備える。
.22LR使用銃にしては大型で重いので反動は少なく集弾性もよい。そのため、初心者向き・競技用の銃と位置づけられている。
延長上にあるシリーズとして、G22というカービン銃がある。